# Relaciones Croacia-Estados Unidos
Las relaciones Croacia-Estados Unidos son las relaciones diplomáticas entre Croacia y Estados Unidos. Las relaciones diplomáticas entre dos países se establecieron el 7 de abril de 1992 luego de la independencia de Croacia de la SFR Yugoslavia.
Croacia tiene una embajada en Washington D. C., consulados generales en Chicago, Los Ángeles, Ciudad de Nueva York, y consulados en Anchorage, Área metropolitana de Kansas City, Pittsburgh, Seattle y Houston. Estados Unidos tiene una embajada en Zagreb.
El compromiso estadounidense en Croacia está dirigido a fomentar una sociedad democrática, segura y orientada al mercado que será un socio fuerte de los Estados Unidos en las instituciones euroatlánticas. Las relaciones bilaterales entre los dos países se describen como muy fuertes.
La diáspora croata en Estados Unidos es una de las más grandes del mundo con una estimación de más de 1,2 millones de miembros. La mayoría de los croatas viven en Chicago (~ 150.000), Nueva York, Nueva Jersey y Connecticut (~ 80.000), St. Louis (~ 40.000), San Pedro (~ 35.000), Detroit (~ 7.000) y San José (~ 5.000). La Federación Nacional de Americanos Croatas es la principal organización que reúne a los croatas en los Estados Unidos.
Ambos países son miembros de Naciones Unidas, OTAN, Consejo de Asociación Euroatlántico, Organización para la Seguridad y la Cooperación en Europa, Fondo Monetario Internacional, Banco Mundial y Organización Mundial del Comercio. Además, Croacia es un observador de la Organización de los Estados Americanos.

## Misiones diplomáticas residentes

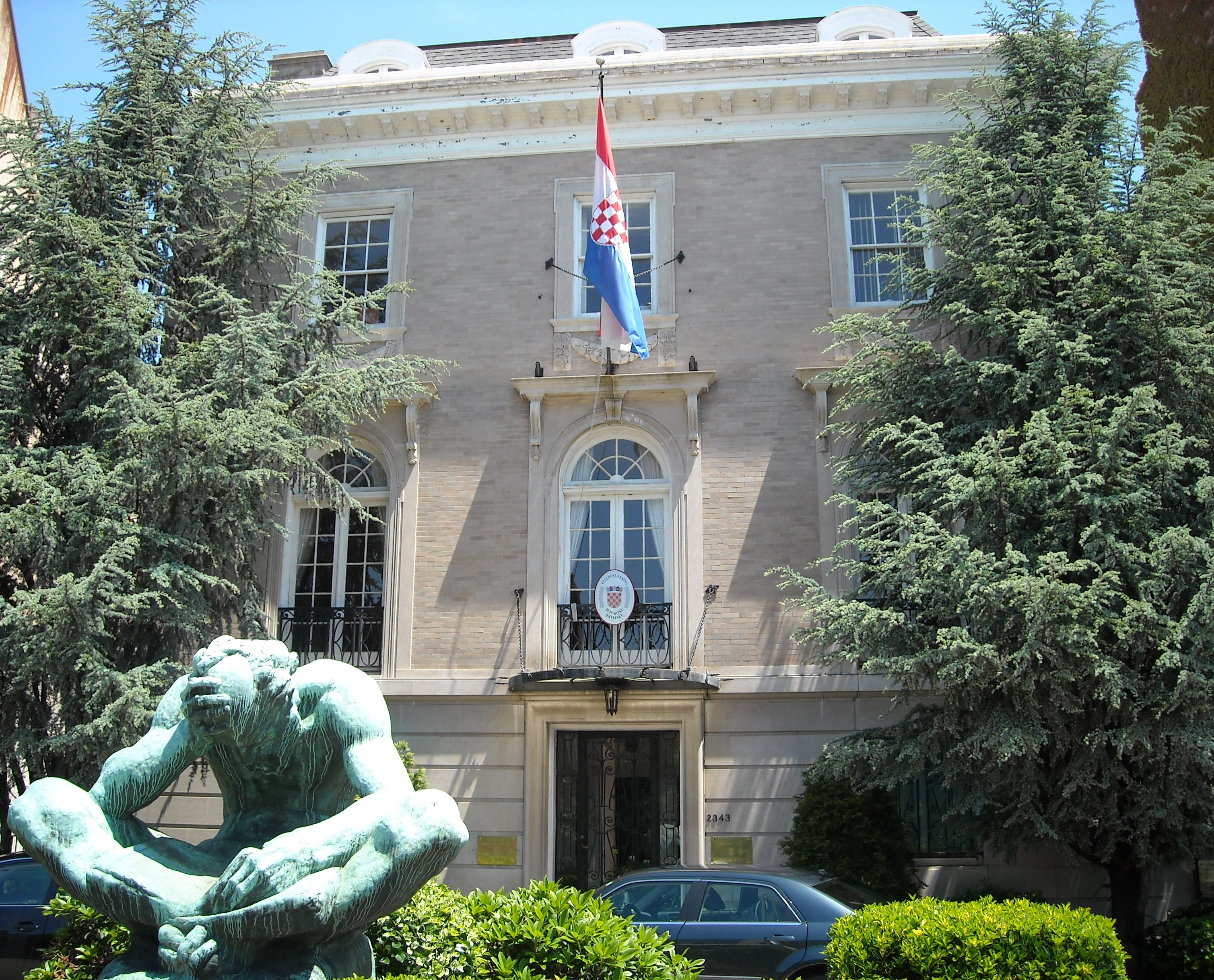
Embajada de Croacia en Washington D. C.

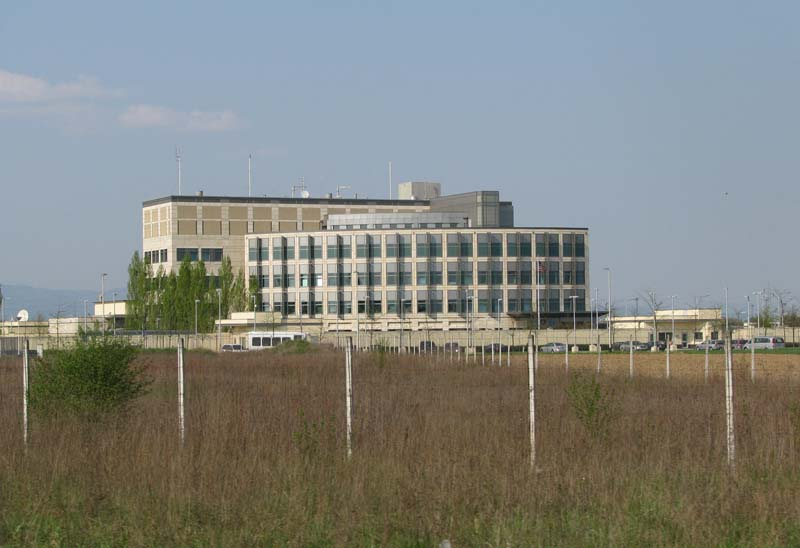
Embajada de los Estados Unidos en Zagreb.

La presencia oficial de los Estados Unidos en Croacia comenzó con el establecimiento del Consulado de los Estados Unidos en Zagreb el 9 de mayo de 1946. El consulado se convirtió en consulado general el 1 de agosto de 1958.
EE. UU. reconoció a Croacia como un estado independiente el 7 de abril de 1992. El Consulado General de los EE. UU. obtuvo el estatus de embajada el 25 de agosto de 1992. El primer embajador de los EE. UU. En Croacia fue Peter W. Galbraith quien ocupó este cargo desde 1993 hasta 1998.
La Embajada de los Estados Unidos en Croacia se encuentra en Zagreb, al suroeste de Buzin. Este compuesto de 8000 m² se abrió el 2 de junio de 2003. Según un artículo basado en WikiLeaks documentos publicados en un periódico The Independent británico en 2013, la embajada, a saber, su quinto piso, se utiliza como base regional de la CIA y la NSA.
La embajada de los Estados Unidos en Zagreb es miembro fundador de la Liga de Embajadas Verdes y miembro fundador del Consejo de Construcción Verde de Zagreb. De acuerdo con esto, la embajada apoya los programas de reducción de consumo de energía y agua. La embajada también patrocina American Corners en bibliotecas en Osijek, Rijeka, Zadar y Zagreb.
A partir de noviembre de 2017, el embajador de Estados Unidos en Croacia es   William Robert Kohorst.

## Historia
La República de Ragusa, una república marítima centrada en la ciudad croata de Dubrovnik, fue uno de los primeros países extranjeros en iure reconocer la independencia de la Estados Unidos. Las fuentes difieren cuando se realizó el reconocimiento: algunas guías de viajes y portales turísticos afirman que Ragusa fue el primer país en reconocer a los Estados Unidos desde 1776, un documento cuya copia fue presentada al Vicepresidente de los Estados Unidos Dick Cheney en 2006, según informes, establece la fecha en 1783 mientras que el Consejo de Embajadores de los Estados Unidos afirma que el reconocimiento se extendió durante el mandato del segundo Presidente de los Estados Unidos, John Adams, por lo tanto, entre 1797 y 1801.

### Visitas de los presidentes de Estados Unidos a Croacia

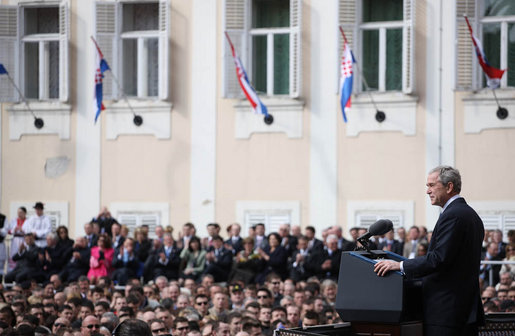
George W. Bush dando un discurso en St. Plaza de Marcos, Zagreb.

El primer Presidente de los Estados Unidos en visitar Croacia fue Richard Nixon, quien llegó a Zagreb el 2 de octubre de 1970 durante su visita de estado a Yugoslavia. La opción de visitar Zagreb durante los desarrollos políticos y culturales en República Socialista de Croacia que culminarían en la Primavera croata, junto con los elogios de Nixon por el "espíritu de Croacia" y su exclamación "¡Viva Croacia! ¡Viva Yugoslavia!", se ha interpretado como una declaración de apoyo a la identidad croata y una mayor autonomía dentro del marco federal de Yugoslavia.
El primer presidente de EE. UU. Que visitó Croacia independiente fue Bill Clinton el 13 de enero de 1996. Clinton pasó algunas horas en el Aeropuerto de Zagreb mientras regresaba de visitar la IFOR en Tuzla, Bosnia y Herzegovina. Durante la breve visita, Clinton pronunció un discurso ante una multitud que ondeaba banderas croatas y estadounidenses, luego se reunió con el Presidente de Croacia Franjo Tuđman.
El 4 de abril de 2008, el presidente de Estados Unidos George W. Bush llegó a Zagreb en una visita oficial de estado de dos días. La visita siguió inmediatamente a la Cumbre de Bucarest de 2008 de la OTAN países donde Croacia y Albania recibieron invitaciones para unirse a la alianza. Bush se reunió con el presidente de Croacia Stipe Mesić y el primer ministro Ivo Sanader, y pronunció un discurso en St. Plaza de Marcos, Zagreb, en el centro de Zagreb. Se realizaron manifestaciones pacíficas durante la visita para protestar por la política exterior de Estados Unidos e inminente membresía croata de la OTAN.

### Visita de Hillary Clinton a Croacia

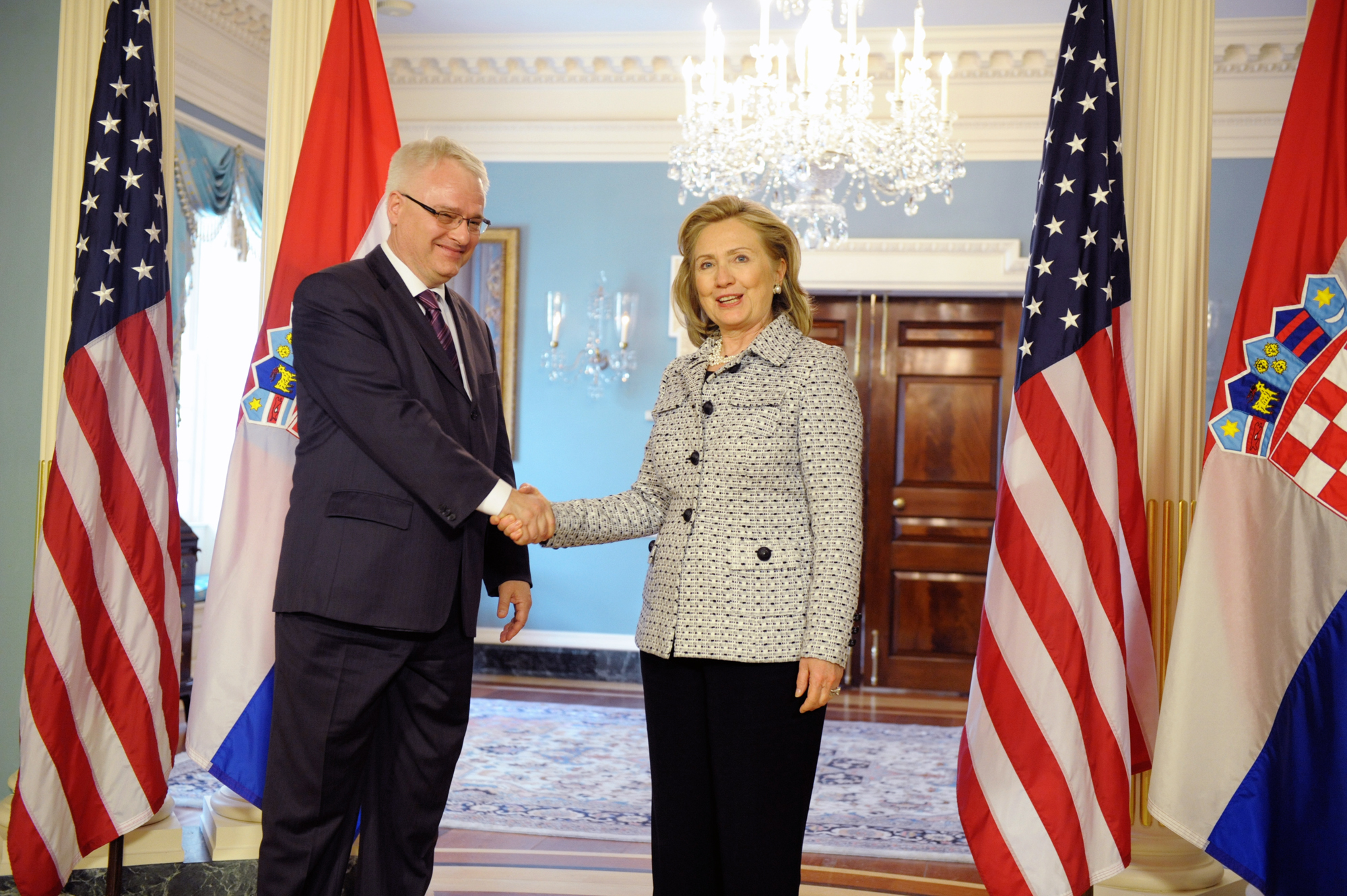
Ivo Josipović y Hillary Clinton.

La Secretaria de Estado de los Estados Unidos Hillary Clinton visitó Croacia el 30 de octubre de 2012. Durante su visita se reunió con muchos funcionarios croatas, incluido el presidente Ivo Josipović, el primer ministro Zoran Milanović y el ministro de Relaciones Exteriores Vesna Pusić. Los temas principales de las discusiones fueron el rol croata en OTAN y la adhesión de Croacia a la Unión Europea, así como las relaciones económicas entre Estados Unidos y Croacia. La secretaria Clinton calificó a Croacia como "un líder en el sudeste de Europa" que tenía una fuerza laboral bien educada, una infraestructura establecida, una gran ubicación geopolítica, y agregó que era un destino prometedor pero que todavía era necesario reformas adicionales, aumento de la transparencia, eliminación de barreras burocráticas, así como la privatización de las empresas que aún son propiedad del estado.

### Visita de Joe Biden a Croacia
El 25 de noviembre de 2015, el vicepresidente de Estados Unidos Joe Biden visitó Croacia como invitado especial de la Cumbre de Líderes del Proceso Brdo-Brijuni, que reúne a jefes de Estado de Yugoslavia y Albania, así como invitados especiales. La cumbre fue copresidida por el presidente croata Kolinda Grabar-Kitarović y el presidente esloveno Borut Pahor. Los temas discutidos en la sesión plenaria fueron la integración del sudeste de Europa en los procesos euroatlánticos, crisis migratoria, los desafíos de seguridad y la lucha contra el terrorismo, los conflictos en Oriente Medio y Ucrania, así como la energía. . El vicepresidente Biden declaró: "Para Estados Unidos y para mí personalmente, pero hablo en nombre del presidente Obama, esta región ha sido de gran interés durante los últimos 25 años". Además, Biden elogió la iniciativa Brdo-Brijuni como "un buen trabajo, ya que ha logrado reunir a los jefes de estado para las conversaciones durante los últimos cinco años". El vicepresidente Biden también se reunió con el primer ministro croata Zoran Milanović y el ministro de Relaciones Exteriores Vesna Pusić con quienes habló sobre la situación en el Medio Oriente, especialmente sobre la guerra en Siria, crisis migratoria europea y la situación de seguridad en el mundo después de los atentados de París de noviembre de 2015.

## Cooperación militar

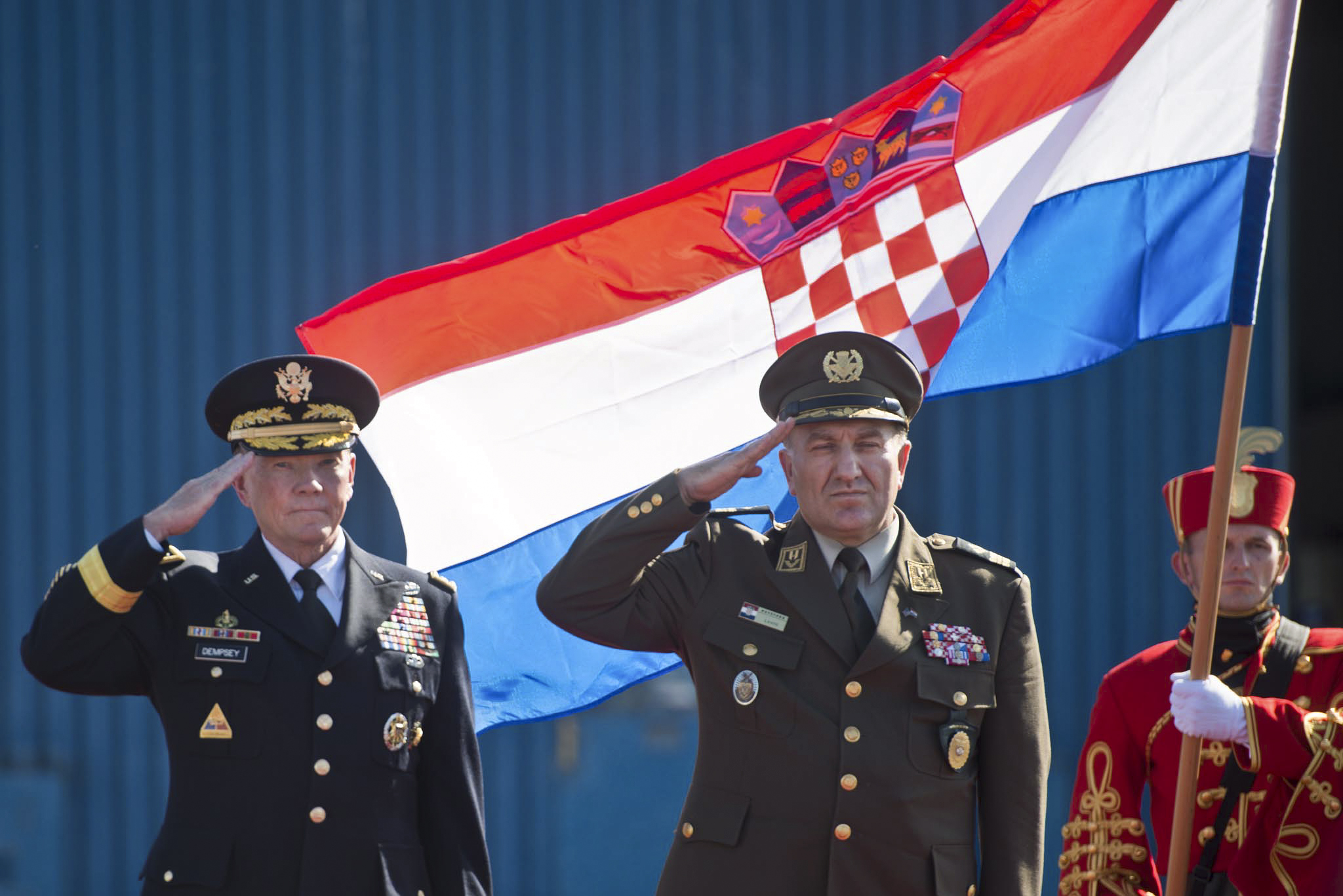
General del Ejército de los Estados Unidos Martin Dempsey y general croata Drago Lovrić.

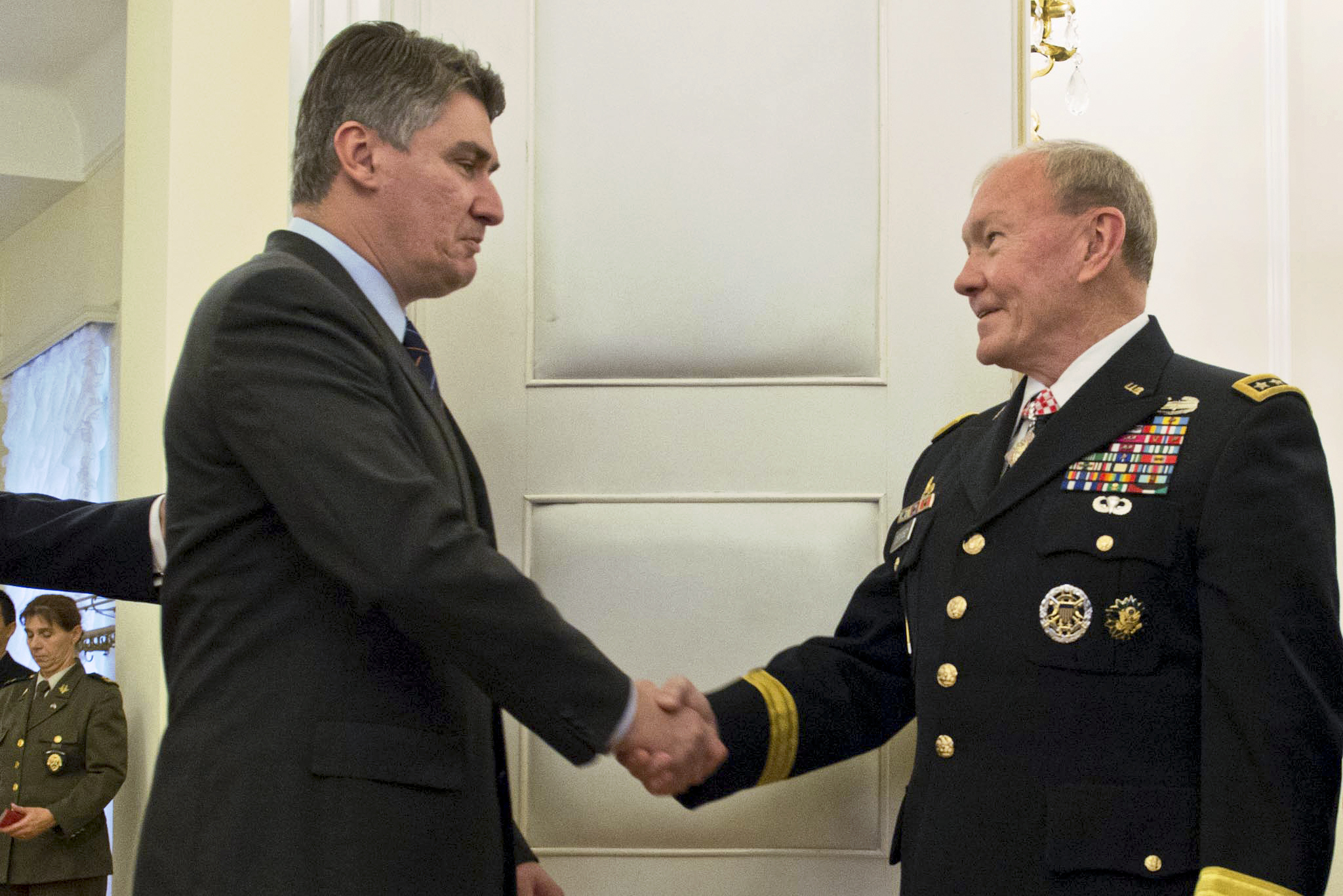
El primer ministro croata Zoran Milanović y General del Ejército de los Estados Unidos Martin Dempsey.

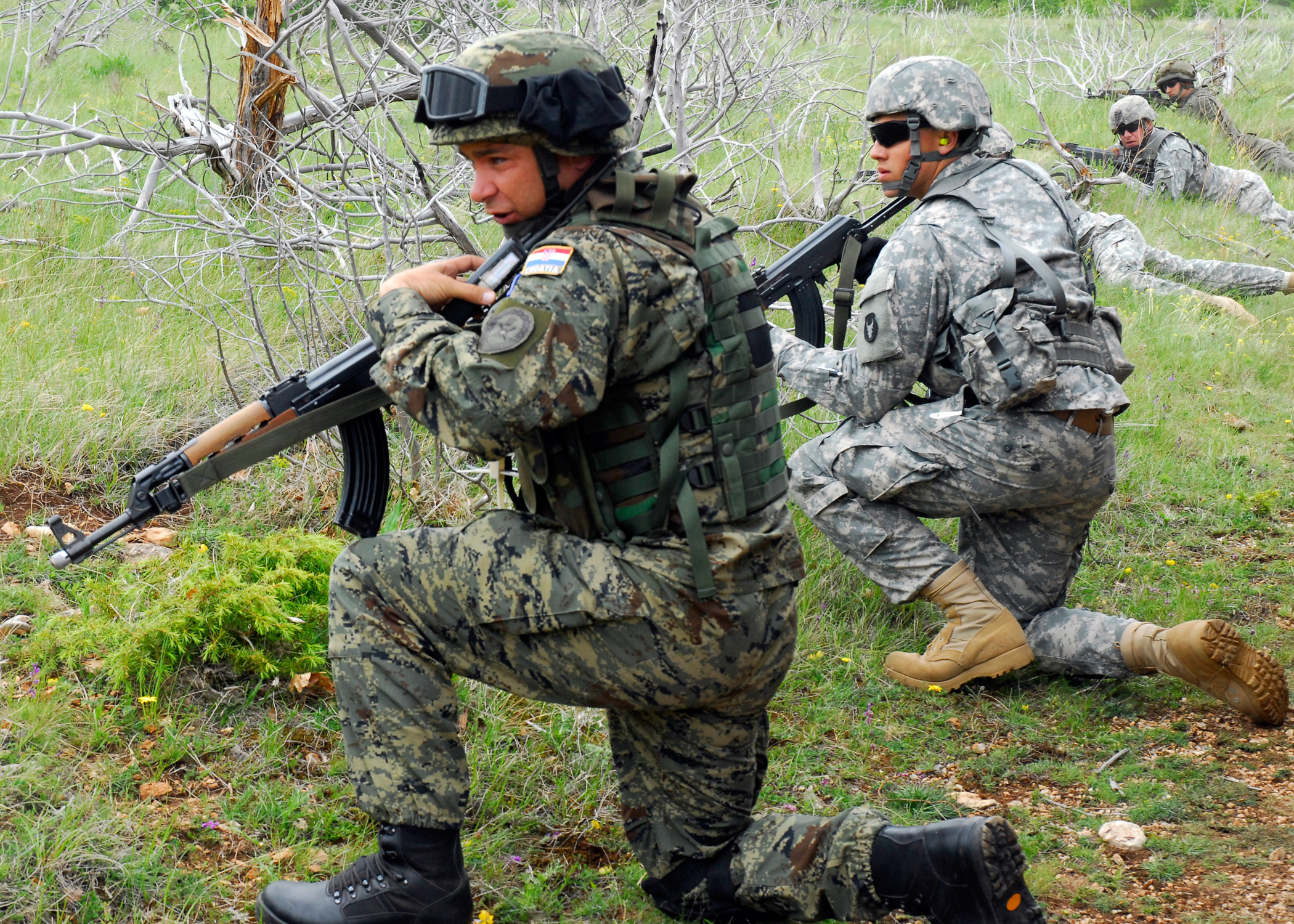
Los soldados de la Guardia Nacional del Ejército de Minnesota entrenan con miembros del Ejército croata durante los ejercicios militares Guardex 12 en 2012.

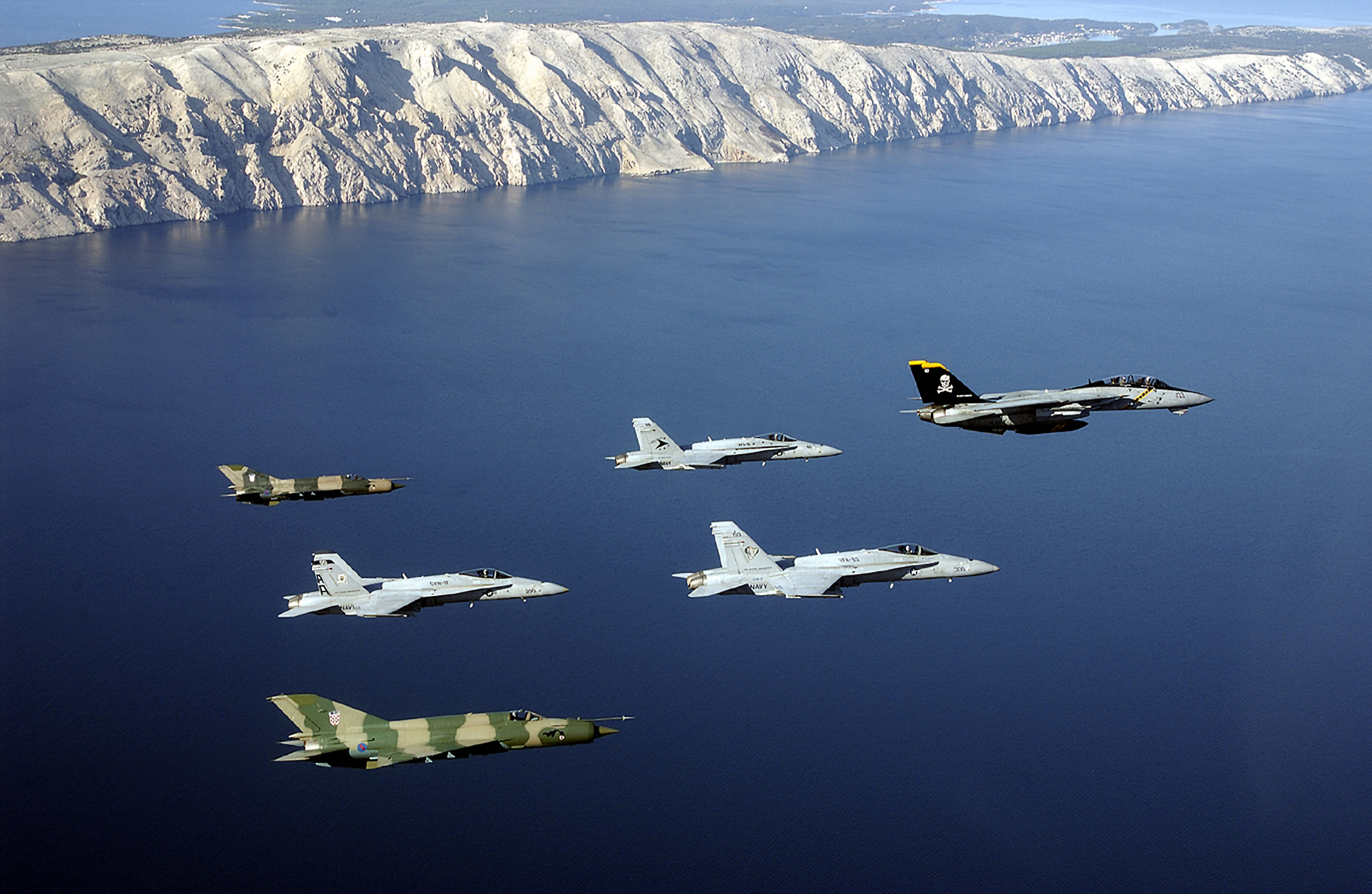
Los aviones de la Fuerza Aérea Croata y la US Navy participan en entrenamiento multinacional.

Estados Unidos es el socio militar croata más importante. El Departamento de Defensa de los Estados Unidos Proporciona a Croacia asistencia militar en forma de entrenamiento, equipo, préstamos de equipo y educación. La cooperación militar intensiva entre los Estados Unidos y Croacia comenzó durante la Guerra de Independencia de Croacia en la década de 1990. La cooperación militar más importante entre dos países se produjo en agosto de 1995 cuando los Estados Unidos participaron activamente en la preparación, monitoreo e inicio de la última batalla importante de la Guerra de Independencia de Croacia, Operación Tormenta. Hasta el momento, Croacia recibió alrededor de $ 200 millones de dólares estadounidenses en asistencia militar, de los cuales $ 100 millones es un valor de 212 vehículos blindados MRAP donados a Croacia en 2014.
Estados Unidos y Croacia trabajan juntos en estos 11 programas, fondos e iniciativas militares:
- Financiamiento militar extranjero - FMF

-Croatia recibió de este programa desde 2000 hasta la suspensión de FMF en 2003 $ 18.5 millones. Una vez que FMF se lanzó de nuevo en 2008, Croacia recibió $ 14.5 millones adicionales. Croacia gastó este dinero principalmente en la compra de sistemas de comunicación, simuladores y equipos para vigilancia nocturna.
- Ventas militares extranjeras - FMS

-Croatia compró productos por este programa por un valor de $ 4.2 mil millones; Equipo de vuelo, dispositivos de comunicación, equipo de visión nocturna y software para el Centro de Simulación Principal de Croacia.
- Iniciativa de Operaciones de Mantenimiento de la Paz Global - GPOI

- Alrededor de $ 5.1 millones que Croacia recibió de este Programa se gastó en equipar dos aulas para el aprendizaje de idiomas extranjeros en Knin y Našice, comprar equipo de navegación y equipo para el vuelo nocturno, así como para entrenar pilotos de helicópteros. Para los vuelos nocturnos.
- Programa - artículo 1206 - Entrena y equipa

-De este programa Croacia recibió de 2010-2014 $ 31 millones. Con este dinero, Croacia compró HMMWV vehículos para equipos de entrenamiento, comunicación y navegación, equipos para vigilancia nocturna, etiquetado e identificación de vehículos del ejército y el sistema de ajuste MILES 2000 para croata VHS (fusil de asalto). En 2015, Croacia recibió $ 11 millones para comprar equipos de comunicaciones y entrenar a sus fuerzas especiales.
- El programa - artículo 1202 - ACSA mejorado (Acuerdos de adquisición y servicios cruzados)

-A través de este programa, EE. UU. Presta a sus aliados que participan en misiones en equipos militares de Afganistán e Irak por un período de aproximadamente un año. Croacia recibió a través de este programa 50 HMMWV y 12 MRAP vehículos [que Croacia recibió como regalo después del final de las misiones en Afganistán e Irak], misiles balísticos y sistemas de comando, control y comunicación ( Seguimiento de la fuerza azul).
- Exceso de artículos de defensa - EDA

-A través de este programa, Croacia compró 212 vehículos usados MRAP: 162  M-ATV, 30  Navistar MaxxPro Plus, y 20 vehículos médicos MRAP HAGA.
- Fondos de apoyo a la coalición - CSF

-A través de este programa, Croacia recibió de los EE. UU. Un reembolso parcial de su dinero invertido en ISAF misiones en las que Croacia participó desde 2011 hasta 2013. $ 16.9 millones fueron reembolsados a Croacia. Este dinero se utilizará para mejorar el peregrino mejorado del radar marítimo.
- Educación y entrenamiento militar internacional - IMET

Al principio, Croacia participó en este programa desde 1995 hasta 2003, cuando se le prohibió participar debido a algunos desacuerdos diplomáticos entre Estados Unidos y Croacia. El 2 de octubre de 2006 George W. Bush con su decreto abolió la restricción de Croacia de participar en el programa IMET "debido a la importancia croata para los intereses nacionales de los Estados Unidos". Croacia a través del programa IMET implementó más de 600 actividades con costos estimados en alrededor de $ 9 millones.
- Acuerdo de suministro de apoyo logístico cooperativo - CLSS

-Croatia firmó este acuerdo y se convirtió en parte de la base de datos de logística de EE. UU. Este acuerdo permite a Croacia comprar de manera independiente repuestos para sus vehículos HMMWV que no serían posibles sin este acuerdo porque el único comprador autorizado de repuestos para HMMWV es EE. UU. Y cualquiera que quiera comprar alguno. Repuestos tiene que pedir permiso a los Estados Unidos.
- Sistema de defensa aérea portátil - MANPADS

-US donados a Croacia cca. $ 2 millones a través de este programa para que Croacia pueda destruir algunos de sus sistemas antiaéreos que son disfuncionales.
- El programa de desminado y la destrucción de municiones sobrantes

-US donados a Croacia cca. $ 2,5 millones a través de este programa para desminar y destruir algunas municiones excedentes croatas.
Ambos países son miembros del pleno derecho de OTAN.
El 5 de agosto de 2015, Croacia organizó un gran desfile militar, con miles de soldados, vehículos militares y jets, para conmemorar el vigésimo aniversario de Operación Tormenta, una ofensiva clave en su guerra de independencia de Croacia. EE. UU. Envió una delegación compuesta por sus principales funcionarios: comandante de la Guardia Nacional de Minnesota, general Richard C. Nash, comandante adjunto de las fuerzas estadounidenses en Europa, general Randz A. Kee, agregado de defensa estadounidense Douglas M. Faherty y el embajador de los Estados Unidos en Croacia Kenneth Merten.

## Cooperación económica
Las relaciones económicas entre Croacia y Estados Unidos son muy buenas. En 2013, Croacia exportó bienes por valor de $ 327,992.000 a los Estados Unidos e importó de él bienes por valor de $ 221,794.000. Estados Unidos es el socio comercial croata más importante en América del Norte frente a Islas Caimán y Canadá, y ocho lo más importante en el mundo.
En 2013, 220.043 estadounidenses, que han realizado 548.727 pernoctaciones, llegaron a Croacia de vacaciones. Los Estados Unidos y Croacia tienen un tratado de inversión bilateral y un acuerdo de protección de la inversión.
Además, Estados Unidos ha otorgado más de $ 27 millones desde 1998 en asistencia humanitaria a Croacia. Los Estados Unidos también han brindado asistencia financiera adicional a Croacia a través del Programa de Desarrollo Económico del Sureste Europeo (SEED) para facilitar la democratización y reestructuración del sector financiero de Croacia, en gran parte a través de programas administrados por USAID.